# 東亜商事
東亜商事(とうあしょうじ)は、東京都千代田区神田司町に本社を置く、業務用食品専門商社である。

## 概要
- 創業50年の歴史と主要販売先として全国の業務用食材卸店向けに、約8万点の商品の供給・輸入と開発を行っている。

## 沿革
- 1956年（昭和31年）- 1月、会社設立(神田鎌倉橋)
- 1964年（昭和39年）- 本社を現住所に移転。
- 1972年（昭和47年）- 酒類販売免許を取得。
- 1979年（昭和54年）- 冷凍食品の取扱いを開始。
- 1983年（昭和58年）- 米穀販売免許を取得。
- 1997年（平成9年）- 新本社ビル竣工。
- 2002年（平成14年）- 新情報システム(TOARANS)に切替。
- 2004年（平成16年）- パートナー向け季刊誌「GLOBAL TOA」発刊。
- 2007年（平成19年）- 新情報システム(第二次TOARANS)開発。